# الكنيسة المعمدانية (غزة)
الكنيسة المعمدانية في غزة كنيسة في قطاع غزة، فلسطين، الكنيسة هي واحدة من ثلاثة كنائس مسيحية فقط في غزة، وهي الوحيدة للبروستانت..
الكنيسة المعمدانية في غزة تخدم 200 من المصلين وتأثرت احوالهم سلبا بسبب الصراع الإسرائيلي الفلسطيني.. وقد أصبح العديد من أعضاء الكنيسة ضحايا العنف بين الفصائل الفلسطينية المتحاربة، وبعد مقتل رامي عياد مدير جمعية الكتاب المقدس للكنيسة المعمدانية في غزة على يد مسلحين عام 2007 نصحت السلطات الحاكمة في غزة رعاية الكنيسة بمغادرة قطاع غزة من أجل سلامتهم، وايضا مما أثر على الكنيسة قيود السفر الإسرائيلية والقس الذي يعيش خارج غزة كل ذلك اثر على المسيحية في غزة..

## وصف الكنيسة وأنشطتها
تأسست الكنيسة عام 1950 من قبل الراعي حنا مسعد..
الكنيسة في غزة خدمت ما بين 150 إلى 2500 من مسيحي غزة.. وهي واحدة من ثلاث كنائس للمسيحين بغزة بالإضافة لكنيسة القديس برفيريوس والكنيسة اللاتينية. أفتتحت الكنيسة أول مكتبة مسيحية في غزة عام 2006 ,
الكنيسة عبارة عن 6 طوابق.. الطابق الأول والثاني عبارة عن مكتبة عامة مخصصة وتقدم الكتب المسيحية والغير مسيحية..ويستخدم الطابق الرابع للتوعية، والطابق الخامس عبارة عن صالة للضيوف والاجتماعات، والطابق السادس قاعة عبادة..
الاقلية المسيحية بغزة تتمتع بعلاقات طيبة مع الاغلبية المسلمة، وينوب عنهم في التشريعي نائب واحد

## التاريخ الحديث

### العدوان الإسرائيلي
في اوائل عام 2007 تعرضت مكتبة الكنيسة للحرق ثلاث مرات بحوادث منفصلة، وقد تضرر مبني الكنيسة لأضرار خلال قصف إسرائيلي عام 2008 بالقرب من الكنيسة..

### الصراع بين فتح وحماس
بسبب ارتفاع مبني الكنيسة كانت فتح وحماس تحاول الصعود لمبنى الكنيسة وفي العديد من المناسبات نجحت الفصائل باقتحام المبني وكان الموضفين بالكنيسة يقعون بين نيران القوات المتبادلة بين الطرفين.. واصيب عدد من الموضفين.. وفي مناسبة أخرى قتل سائق حافلة المكتبة التابعة للكنيسة..

### مقتل قائد في الكنيسة
```
في أكتوبر عام 2007 اختطق أحد قادة الكنيسة المعمدانية وهو رامي عياد وتعرض للضرب ومن ثم تم قتله وهو يشغل مدير المكتبة المسيحية بغزة..
```

بعد مقتل عياد غادر سبعة قيادات من قادة الكنيسة إلى الضفة الغربية وانتقل حنا مسعد قس الكنيسة هو وعائلته إلى الأردن..

### الحصار الإسرائيلي
لم تسمح إسرائيل لمن انتقل إلى الضفة بالعودة إلى غزة.. وفقط سمحت لمسعد باستثنائات نادرة بزيارة غزة..
ويقول حنا مسعد ان الحصار الإسرائيلي سبب اليأس للسكان والفقر والمعاناة وتكلفة المعيشة زادت..